# Клоуз, Дел
Дел Клоуз (англ. Del Close; 9 марта 1934, Манхаттан, Канзас — 4 марта 1999, Чикаго, Иллинойс) — американский актёр театра, кино и телевидения, преподаватель актёрского мастерства и театральный режиссёр. Оказал сильное влияние на развитие т. н. импровизационного театра.

## Биография
Дел Клоуз родился 9 марта 1934 года в городе Манхэттен, штат Канзас. Рано остался без матери, отец его был алкоголиком, и поэтому в 17 лет Дел сбежал из дома и некоторое время путешествовал по стране с передвижным цирком (англ. Sideshow), но вскоре вернулся в родной штат и поступил в Канзасский университет штата, но не окончил его. В 23 года стал участником кабаре-ревю англ. Compass Players и вскоре вместе с ними отправился в Нью-Йорк. Там выступал на Бродвее, участвовал в записи юмористического аудиоальбома англ. How to Speak Hip (1959).
В 1960 году перебрался в Чикаго, где, преимущественно, и провёл остаток жизни. Там он выступал, а позднее стал режиссёром в комедийном импровизационном театре The Second City, но был уволен оттуда из-за злоупотребления ЛСД. Конец 1960-х годов провёл в Сан-Франциско, где был режиссёром импровизационной труппы The Committee, гастролировал с труппой «Весёлые проказники», создавал световые эффекты для выступлений группы Grateful Dead. В 1972 году вернулся в Чикаго и вновь был принят на службу в The Second City. С середины 1980-х годов занялся преподаванием актёрского мастерства и за оставшиеся 15 лет жизни воспитал много талантливых актёров-комиков.
Работ Клоуза в кино и на телевидении немного: за 39 лет он появился в 24 фильмах и сериалах.

### Череп
Дел Клоуз скончался 4 марта 1999 года от эмфиземы лёгких, не дожив пять дней до своего 65-летнего юбилея. Он не оставил после себя наследников, а последней волей завещал кремировать своё тело, а свой череп передать Театру Гудмена, чтобы его (череп) использовали в постановках «Гамлета», а самого Клоуза указывали в афишах как исполнителя роли Йорика. Чарна Халперн, давняя партнёрша Клоуза по сцене и исполнительница его последней воли, передала череп актёра Театру 1 июля 1999 года во время телевизионной церемонии. В июле 2006 года газета Chicago Tribune опубликовала на первой странице материал, в котором были высказаны сильные сомнения в подлинности черепа. Поначалу Халперн настаивала на том, что череп действительно принадлежит Делу Клоузу, но уже три месяца спустя сдалась под бременем неопровержимых доказательств и в интервью журналу The New Yorker призналась, что тогда, семь лет назад, она передала Театру Гудмена неизвестно чей череп, купленный ею в местном медицинском магазине.

## Известные ученики
- Дэн Эйкройд
- Джеймс Белуши
- Джон Белуши[8]
- Мэтт Бессер[англ.]
- Хизер Энн Кэмпбелл[англ.]
- Джон Кэнди
- Стивен Кольбер
- Энди Дик
- Брайан Дойл-Мюррей[англ.]
- Рэйчел Дрэч
- Крис Фарли
- Джон Фавро
- Тина Фей
- Нил Флинн
- Аарон Фриман[англ.]
- Джон Глейсер[англ.]
- Уэйви Грэви[англ.]
- Тим Казурински[англ.]
- Дэвид Кокнер
- Шелли Лонг
- Адам Маккей
- Тим Мидоус[англ.]
- Сьюзан Мессинг[англ.]
- Джерри Минор[англ.]
- Билл Мюррей
- Джоэль Мюррей
- Майк Майерс
- Боб Оденкирк
- Дэвид Паскеси[англ.]
- Эми Полер
- Гилда Раднер
- Гарольд Рамис
- Энди Рихтер
- Митч Роус[англ.]
- Горацио Санз[англ.]
- Эми Седарис
- Брайан Стэк[англ.]
- Эрик Стоунстрит
- Майлс Строт[англ.]
- Дейв Томас
- Мэтт Уолш
- Стефни Уир[англ.]
- Джордж Вендт

## Избранная фильмография
- 1965 — Напряги извилины / Get Smart — доктор Минелли (в одном эпизоде)
- 1965—1966 — Моя мать — автомобиль[англ.] / My Mother the Car — разные роли (в 3 эпизодах)
- 1972 — Берегись капли / Beware! The Blob — одноглазый хобо
- 1973 — Американские граффити / American Graffiti — мужчина в баре
- 1981 — Вор / Thief — механик
- 1986 — Феррис Бьюллер берёт выходной / Ferris Bueller's Day Off — учитель английского языка
- 1986 — Ещё один субботний вечер[англ.] / One More Saturday Night — мистер Шнайдер / человек в татуировках
- 1987 — Дневной свет[англ.] / Light of Day — доктор Наттерсон
- 1987 — Неприкасаемые / The Untouchables — коррумпированный олдермен
- 1987 — Большой город[англ.] / The Big Town — Дикон Дэниэлс
- 1988 — Капля / The Blob — преподобный Микер
- 1989 — Толстяк и Малыш / Fat Man and Little Boy — доктор Кеннет Уайтсайд
- 1989 — Ближайший родственник / Next of Kin — Фрэнк
- 1990 — Случайные потрясения[англ.] / Opportunity Knocks — Уильямсон
- 1992 — Фотограф / The Public Eye — Г. Р. Райнман
- 1997 — Мамочка 2: День Мамочки[англ.] / Mommy 2: Mommy's Day — Уорден